# Harpstedter Windmühle
Die Harpstedter Windmühle  in Harpstedt, Freistraße 13, stammt von 1871. Die Windmühle ist Wahrzeichen des Ortes.
Das Gebäude steht unter Denkmalschutz (Siehe auch Liste der Baudenkmale in Harpstedt).

## Geschichte
Harpstedt wurde 1203 erstmals urkundlich erwähnt als Harpenstede.
Der Ackerbürger und Lohgerber Johann Conrad Menke baute 1871 die vierstöckige Galerieholländermühle mit Segelflügeln und Steert sowie eine Sägerei. Er betrieb sie als reine Lohmühle zur Zerkleinerung von Holzrinde für die Lohgerberei. Später kam eine Dreschmaschine hinzu.
Seit 1912 ist die Windmühle im Eigentum der Familie Nienaber. 1928 wurde der Steert durch eine Windrose ersetzt und die Flügel 1928 durch Holz- und 1961 durch Stahl-Jalousieflügel erneuert. Achtkant und Kappe sind mit Bitumenschindeln verkleidet. Die Kappe (oberer Aufsatz) hat als Besonderheit ebenfalls eine umlaufende Galerie. Eingeschossige Anbauten dienen als Lager und Laden.

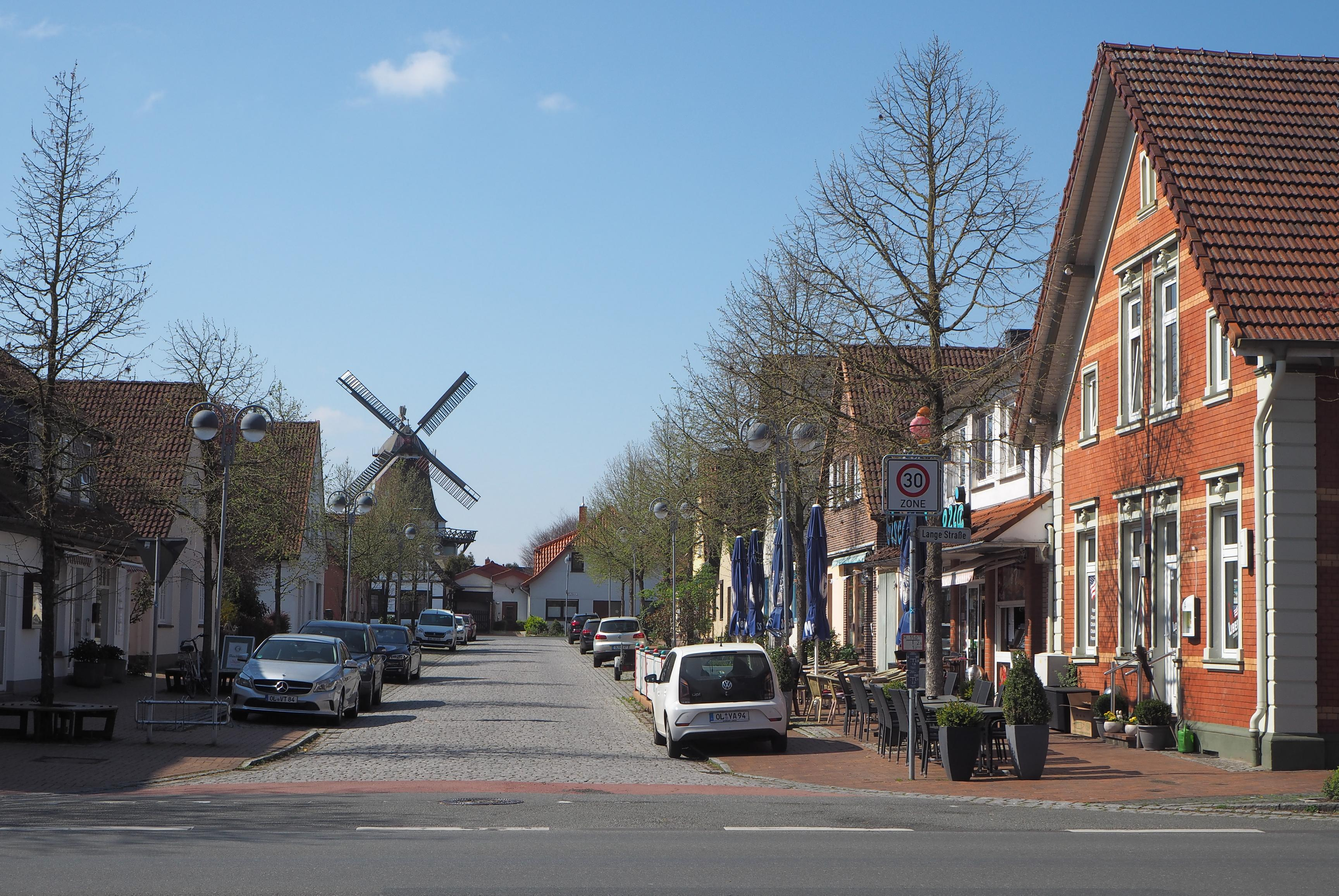
Freistraße mit Windmühle (2019)

Von 2009 bis 2011 fand eine Sanierung statt. Danach fiel Anfang 2022 bei einem Sturm ein abgerissenes Flügelteil mit Lamellen herunter, ein weiteres wurde schwer beschädigt. Der Müller reagierte: „Die Flügel kommen runter“. Bis dahin konnte im regulären Betrieb noch Getreide gemahlen, geschrotet oder gequetscht werden. Die geschädigten Flügel sollen jedoch ersetzt werden. Es bestand seit 2011 ein Harpstedter Mühlenverein, dieser hat sich zwischenzeitlich allerdings wieder aufgelöst.
Die Mühle ist seit 2008 Station 2 auf dem durch die Landkreise Oldenburg, Vechta und Cloppenburg führenden Abschnitt der Niedersächsischen Mühlenstraße. Sie kann nach Absprache besichtigt werden.